# Jules Esquirol
Pour les articles homonymes, voir Esquirol (homonymie).
Jules Esquirol né le 22 janvier 1881 à Lézat-sur-Lèze (Ariège) et mort le 11 mai 1954 à Saint-Mandé (Val-de-Marne), est un écrivain français. Il est auteur de romans policiers.

## Biographie
Il se présente dans Le Masque d'argent comme le créateur du « roman policier romancé ». Il explique que « le roman policier n'est pas par définition un roman bâclé, écrit avec une souveraine indifférence de la syntaxe et dans lequel toute psychologie doit être rigoureusement écarté ». Cette analyse semble susciter un réel enthousiasme parmi les critiques littéraires. Ainsi, on peut lire dans L'Éclair de l'Est du 31 décembre 1932 : « Jules Esquirol a élevé le roman d'aventures dit policier à une classe supérieure et offre au public des livres où ne le tiennent pas seulement en haleine de vaines curiosité » ou encore, dans La Gazette de Monaco du 23 juillet 1933 : « À l'invraisemblable et à l'incohérence qui grouillent dans la plupart des romans policiers anglais, M. Esquirol a opposé la clarté, la logique et le bon sens ». Pour Michel Lebrun, il s'agit de romans classiques avec « des descriptions savamment tarabiscotées et des états d'âme pour le moins bouleversants ».
Selon certaines sources, en 1936, Jules Esquirol est candidat à l'Académie française au fauteuil de Henri de Regnier se présentant comme écrivain populaire, créateur du roman policier... romancé. Il n'est pas élu.

## Œuvre

### Romans
- Thrysilve
- La Tentation de M. Brémont,  Éditions Les Étincelles (1931)
- L'Araignée de jade, Éditions le Nouveau livre, coll. « Maîtres-détectives » no 4 (1932)
- L'Étui d'or, Librairie Bernardin-Béchet, coll. « Enigma » no 5 (1932), réédition Éditions de l'Avenir, coll. « M.A.P. » (1934)
- Le Bouton de corail, Librairie Bernardin-Béchet, coll. « Enigma » no 12 (1932), réédition Éditions de l'Avenir, coll. « M.A.P. » no 12 (1933)
- L'Anneau de platine, Éditions de l'Avenir (1933)
- Le Grain d'ambre, Éditions de l'Avenir (1934)
- Le Masque d'argent, Éditions Baudinière, coll. « Les Romans policiers » (1934), réédition Éditions Baudinière, coll. « La Tache de sang » (1939)
- Le Crime de M. Blaise, Nouvelles Éditions latines, coll. « Collection du Capricorne » (1935)
- Le Mur de bronze, Éditions Baudinière, coll. « Sur la piste » nouvelle série no 2 (1941)

## Sources
: document utilisé comme source pour la rédaction de cet article.
- Claude Mesplède (dir.), Dictionnaire des littératures policières, vol. 1 : A - I, Nantes, Joseph K, coll. « Temps noir », 2007, 1054 p. (ISBN 978-2-910-68644-4, OCLC 315873251), p. 682